# محمدعلی الیعقوبی
محمدعلی الیعقوبی (انگلیسی: Mohamed Ali Yacoubi؛ زادهٔ ۵ اکتبر ۱۹۹۰) بازیکن فوتبال اهل تونس است.
از باشگاه‌هایی که در آن بازی کرده‌است می‌توان به باشگاه فوتبال اسپرانس تونس، باشگاه فوتبال القیروانیه، و باشگاه فوتبال آفریقایی اشاره کرد.
وی همچنین در تیم ملی فوتبال تونس بازی کرده‌است.